# 2720 Pyotr Pervyj
2720 Pyotr Pervyj è un asteroide della fascia principale. Scoperto nel 1972, presenta un'orbita caratterizzata da un semiasse maggiore pari a 2,3309439 UA e da un'eccentricità di 0,2042762, inclinata di 3,28816° rispetto all'eclittica.